# Martin Lundström
Bo Hilding Martin Lundström, född 30 maj 1918 i Tvärliden, Norsjö församling, död 30 juni 2016 i Umeå, var en svensk längdskidåkare. Han tog två olympiska guld i Sankt Moritz 1948 och OS-brons i stafetten i Oslo 1952. Efter framgångarna i Sankt Moritz 1948 blev han "Guld-Martin" med hela svenska folket, ett smeknamn som sedan följde honom genom hela livet. Han vann även VM-guld i stafett i Lake Placid 1950.

## Biografi
Martin Lundström var nummer 13 av 15 syskon. Han började tidigt att åka skidor, inte minst till skolan i Risliden, men kom inte igång med tävlingsidrott förrän han tillfrisknat efter den lungtuberkulos han drabbats av i 20-årsåldern.
Först 1945 lämnade han hembygden, arbetet i skogen och Norsjö IF och flyttade till Umeå, där han började jobba i sportaffären Monark, med "Sme-Harald" Eriksson och Gunnar Karlsson som arbetskamrater. De tre var även klubbkamrater i IFK Umeå och vann tre år i rad (1946–1948) SM-stafetten på längdskidor.
Martin Lundström vann totalt sex guld, fem silver och fem brons på Svenska mästerskapen i längdskidåkning från debuten 1941 till 1957, då han som 39-åring avslutade elitkarriären med en sjundeplats på 15 km vid SM. Han blev svensk mästare på 15 kilometer 1948 och 1952 och på 30 kilometer 1948 samt i stafett med IFK Umeå 1946–1948. I Vasaloppsdebuten 1955 slutade Lundström trea, efter segrande Sixten Jernberg.
Efter idrottskarriären startade Lundström en egen sportaffär, Martins vapen och sport, i Umeå. Åren 1959–1976 verkade han även som ordförande för IFK Umeå, och han var drivande i frågan om att slå ihop ishockeysektionerna i IFK och Sandåkerns SK till vad som 1971 kom att bli IF Björklöven. Under åren 1982–2001 tävlade han i veteransammanhang och vann då 33 VM-guld (varav sex i stafett). 2008 deltog han, nästan 90 år gammal, i veteran-SM.
Martin Lundström var sedan Ingeborg Sjöqvist avlidit 22 november 2015 och till sin bortgång Sveriges äldsta levande olympiska deltagare, och efter Durward Knowles Världens näst äldsta levande olympiska guldmedaljör. [källa behövs] Lundström avled den 30 juni 2016, 98 år gammal.

### Familj
Lundström gifte sig 1952 med läkarsekreteraren Gun Johansson (1922–2016). De är begravda på Norra kyrkogården på Sandbacka i Umeå.